# Joe Kennedy III
Joseph Patrick Kennedy III, detto Joe (Boston, 4 ottobre 1980), è un politico statunitense, membro della Camera dei Rappresentanti per lo stato del Massachusetts dal 2013 al 2021 e inviato speciale del Presidente degli Stati Uniti d'America per l'Irlanda del Nord nell'amministrazione Biden dal 2022 al 2024.

## Biografia
Nato a Boston, Joe è un membro della famiglia Kennedy: è infatti figlio dell'ex deputato Joseph Patrick Kennedy II e quindi nipote del defunto Robert Kennedy. Joe ha un fratello gemello, Matthew Rauch Kennedy.
Joe studiò ingegneria gestionale alla Stanford University e successivamente prestò servizio nella Repubblica Dominicana con i Corpi di Pace, occupandosi di progetti relativi all'ecoturismo. Al rientro negli Stati Uniti andò a studiare alla Harvard Law School, dove fu allievo di Elizabeth Warren e conobbe la futura moglie, Lauren Anne Birchfield.

### Elezione a deputato
Dal 2009 al 2011 lavorò come avvocato, fino a quando decise di entrare in politica come molti altri componenti della sua famiglia e si candidò alla Camera dei Rappresentanti. A novembre del 2012 vinse le elezioni con un'ampia maggioranza e divenne quindi deputato. Ha prestato giuramento il 3 gennaio del 2013 e all'interno della camera siede nella commissione Affari Esteri e nel comitato per la scienza e la tecnologia.
Joe Kennedy è un democratico di ideologia piuttosto progressista. Nel gennaio 2018 gli è stato affidato, dal gruppo parlamentare democratico, il compito di replicare al discorso sullo Stato dell'Unione del presidente Trump. In vista delle elezioni primarie dei Democratici per le presidenziali del 2020, annuncia il suo sostegno a Elizabeth Warren, senatrice dello stato e sua professoressa ai tempi dell'università.

### Sconfitta alle primarie per il Senato
Il 26 agosto 2019 Joe comunica che sta prendendo in considerazione l'ipotesi di una corsa alle elezioni primarie democratiche per uno dei seggi senatoriali del Massachusetts contro l'uscente Ed Markey. Il 21 settembre annuncia ufficialmente la sua candidatura al Senato degli Stati Uniti per lo Stato del Massachusetts sfidando Markey, che ha 74 anni, alle elezioni primarie.
A sostegno di Joe Kennedy si sono schierati la senatrice dell'Arizona Kyrsten Sinema e molti colleghi della Camera come la speaker Nancy Pelosi, il leader della maggioranza Steny Hoyer, John Lewis, Adam Schiff, Sean Patrick Maloney e l'ex collega Beto O'Rourke.
I sondaggi riportano un testa a testa contro l'esperto senatore uscente Markey. L'elezione primaria, tenutasi il 1º settembre 2020, ha visto la vittoria di Ed Markey con il 53,5% dei voti contro il 46,5% di Kennedy: è la prima volta che un membro della famiglia Kennedy perde una elezione nel Massachusetts. In quella che è stata vista come una resa dei conti tra l'establishment democratico e l'ala progressista in crescita, Markey ha avuto il sostegno della rappresentante di New York Alexandria Ocasio-Cortez, della senatrice Elizabeth Warren e del Sunrise Movement guidato dai giovani. Dal momento che non poteva candidarsi contemporaneamente alla Camera e al Senato, nel nuovo Congresso che emergerà dalle elezioni di novembre non ci sarà per la prima volta un Kennedy.

## Vita privata

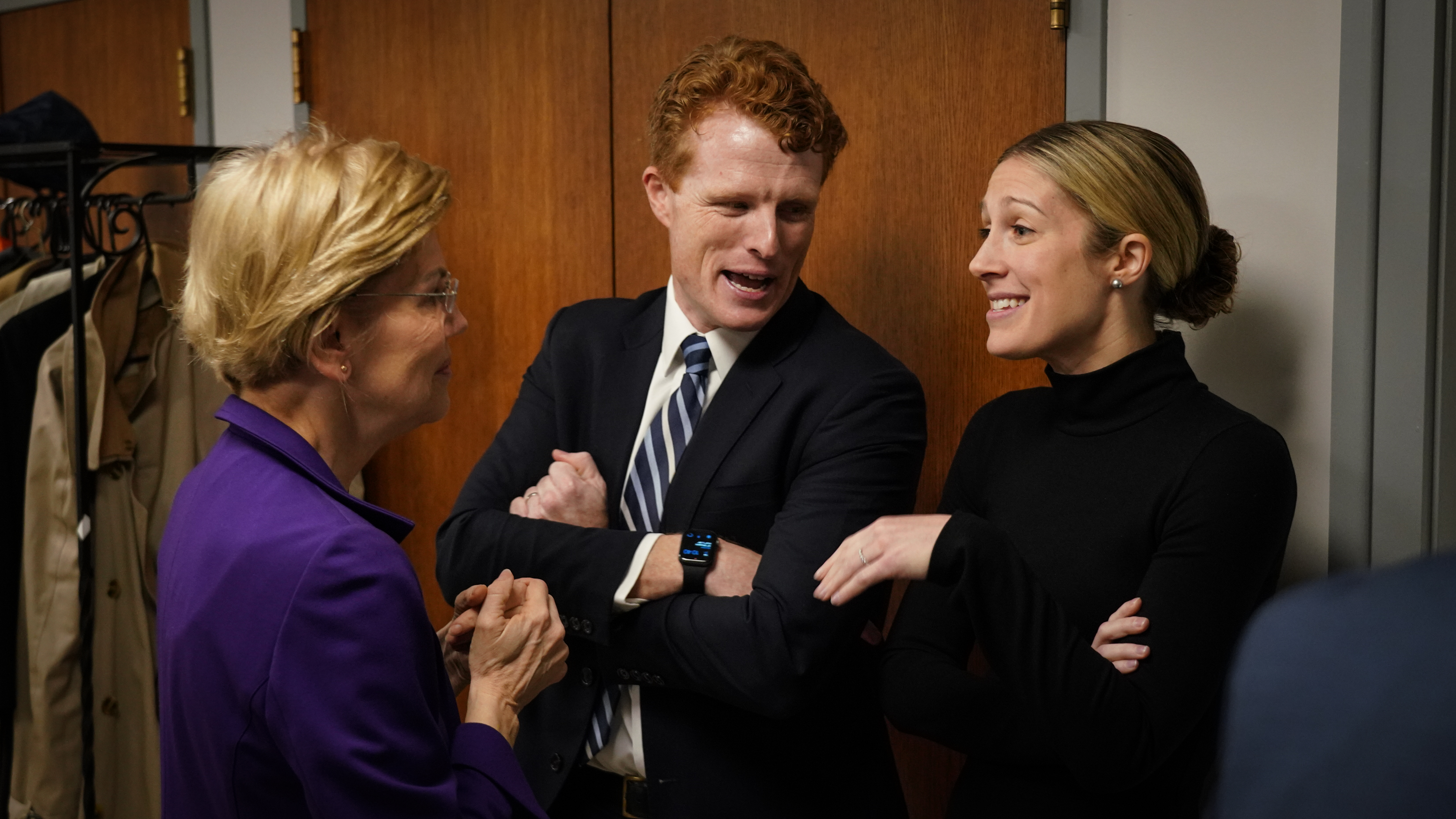
Elizabeth Warren parla con Kennedy (al centro) e sua moglie Lauren nel 2019

Kennedy ha sposato il 1º dicembre 2012 a Corona del Mar, California, Laureen Anne Birchfield (nata il 21 settembre 1984), avvocato specializzato in politiche sanitarie. I due, che si sono incontrati in un corso della Harvard Law School, hanno due figli: Eleanor ("Ellie") e James Matthew. La famiglia vive a Newton, Massachusetts.
Kennedy ha un patrimonio netto di circa 43 milioni di dollari, che lo rende uno dei membri più ricchi del Congresso.

## Ascendenza
|                         |   |                           | Genitori                |  |  | Nonni |  |  | Bisnonni          |  |  | Trisnonni          |  |
|                         |   |                           |                         |  |  |       |  |  | Joseph P. Kennedy |  |  | Patrick J. Kennedy |  |
|                         |   |                           |                         |  |  |       |  |  | Joseph P. Kennedy |  |  | Patrick J. Kennedy |  |
|                         |   | Mary Augusta Hickey       |                         |  |  |       |  |  | Joseph P. Kennedy |  |  |                    |  |
| Robert Kennedy          |   |                           |                         |  |  |       |  |  | Joseph P. Kennedy |  |  |                    |  |
|                         |   | Rose Elizabeth Fitzgerald | John Francis Fitzgerald |  |  |       |  |  |                   |  |  |                    |  |
|                         |   | Rose Elizabeth Fitzgerald | John Francis Fitzgerald |  |  |       |  |  |                   |  |  |                    |  |
|                         |   | Rose Elizabeth Fitzgerald | Mary Josephine Hannon   |  |  |       |  |  |                   |  |  |                    |  |
| Joseph P. Kennedy II    |   | Rose Elizabeth Fitzgerald |                         |  |  |       |  |  |                   |  |  |                    |  |
|                         |   | George Skakel             | James Curtis Skakel     |  |  |       |  |  |                   |  |  |                    |  |
|                         |   | George Skakel             | James Curtis Skakel     |  |  |       |  |  |                   |  |  |                    |  |
|                         |   | George Skakel             | Grace Mary Jordan       |  |  |       |  |  |                   |  |  |                    |  |
| Ethel Skakel            |   | George Skakel             |                         |  |  |       |  |  |                   |  |  |                    |  |
|                         |   | Ann Brannack              | Joe Brannack            |  |  |       |  |  |                   |  |  |                    |  |
|                         |   | Ann Brannack              | Joe Brannack            |  |  |       |  |  |                   |  |  |                    |  |
|                         |   | Ann Brannack              | Margaret Byrnes         |  |  |       |  |  |                   |  |  |                    |  |
| Joseph P. Kennedy III   |   | Ann Brannack              |                         |  |  |       |  |  |                   |  |  |                    |  |
|                         | … | …                         |                         |  |  |       |  |  |                   |  |  |                    |  |
|                         | … | …                         |                         |  |  |       |  |  |                   |  |  |                    |  |
|                         | … | …                         |                         |  |  |       |  |  |                   |  |  |                    |  |
| Rudolph Stewart Rauch   | … |                           |                         |  |  |       |  |  |                   |  |  |                    |  |
|                         |   | …                         | …                       |  |  |       |  |  |                   |  |  |                    |  |
|                         |   | …                         | …                       |  |  |       |  |  |                   |  |  |                    |  |
|                         |   | …                         | …                       |  |  |       |  |  |                   |  |  |                    |  |
| Sheila Brewster Rauch   |   | …                         |                         |  |  |       |  |  |                   |  |  |                    |  |
|                         |   | George Stepenson Brewster | Benjamin Brewster       |  |  |       |  |  |                   |  |  |                    |  |
|                         |   | George Stepenson Brewster | Benjamin Brewster       |  |  |       |  |  |                   |  |  |                    |  |
|                         |   | George Stepenson Brewster | Elmina Hearsey Dows     |  |  |       |  |  |                   |  |  |                    |  |
| Frances Stuart Brewster |   | George Stepenson Brewster |                         |  |  |       |  |  |                   |  |  |                    |  |
|                         |   | Eleanor Grant Bosher      | Robert Semple Bosher    |  |  |       |  |  |                   |  |  |                    |  |
|                         |   | Eleanor Grant Bosher      | Robert Semple Bosher    |  |  |       |  |  |                   |  |  |                    |  |
|                         |   | Eleanor Grant Bosher      | Martha Ellen            |  |  |       |  |  |                   |  |  |                    |  |
|                         |   | Eleanor Grant Bosher      |                         |  |  |       |  |  |                   |  |  |                    |  |